# Ully-Saint-Georges
Pour les articles homonymes, voir Saint-Georges, Saint Georges et Georges.
Ully-Saint-Georges est une commune française située dans le département de l'Oise en région Hauts-de-France.

## Géographie

### Description

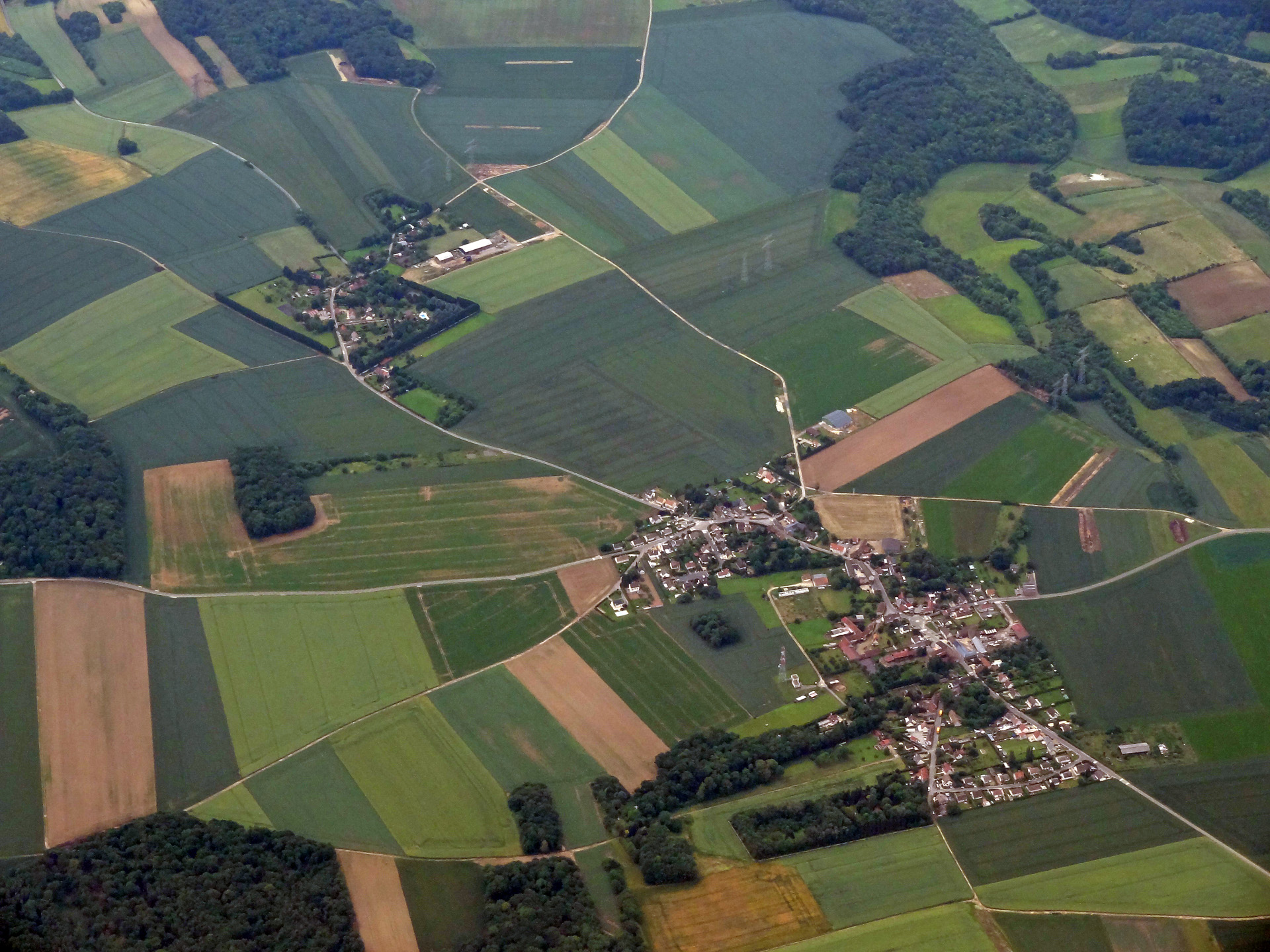
Vue aérienne de Cavillon et d'Ully-Saint-Georges en juin 2014.

Ully-Saint-Georges est un bourg périurbain du Pays de Thelle en  Picardie dans l'Oise situé au creux d'une vallée, à 22 km à vol d'oiseau au sud-est de Beauvais à 15 km au sud-ouest de Clermont, 15 km à l'ouest de Creil, 17 km au nord-ouest de Chantilly et à 6 km à l'est de Noailles.
Le chemin de grande randonnée GR 11 passe au hameau de Coupin
En 1842, Louis Graves indiquait qu'il s'agissait d'une « grande commune dont le territoire s'étend au sud-ouest sur le plateau de Thelle jusqu'aux ravins qui descendent vers Dieudenné, et qui occupe au nord-est une partie du plateau de Mouy. Le chef-lieu, assis dans la vallée intermédiaire, est un village considérable formé de plusieurs rues tortueuses, auquel tient le hameau de Laluet qui en était distinct autrefois. On y compte cent soixante maisons, dont les trois quarts sont encore couvertes de chaume ».

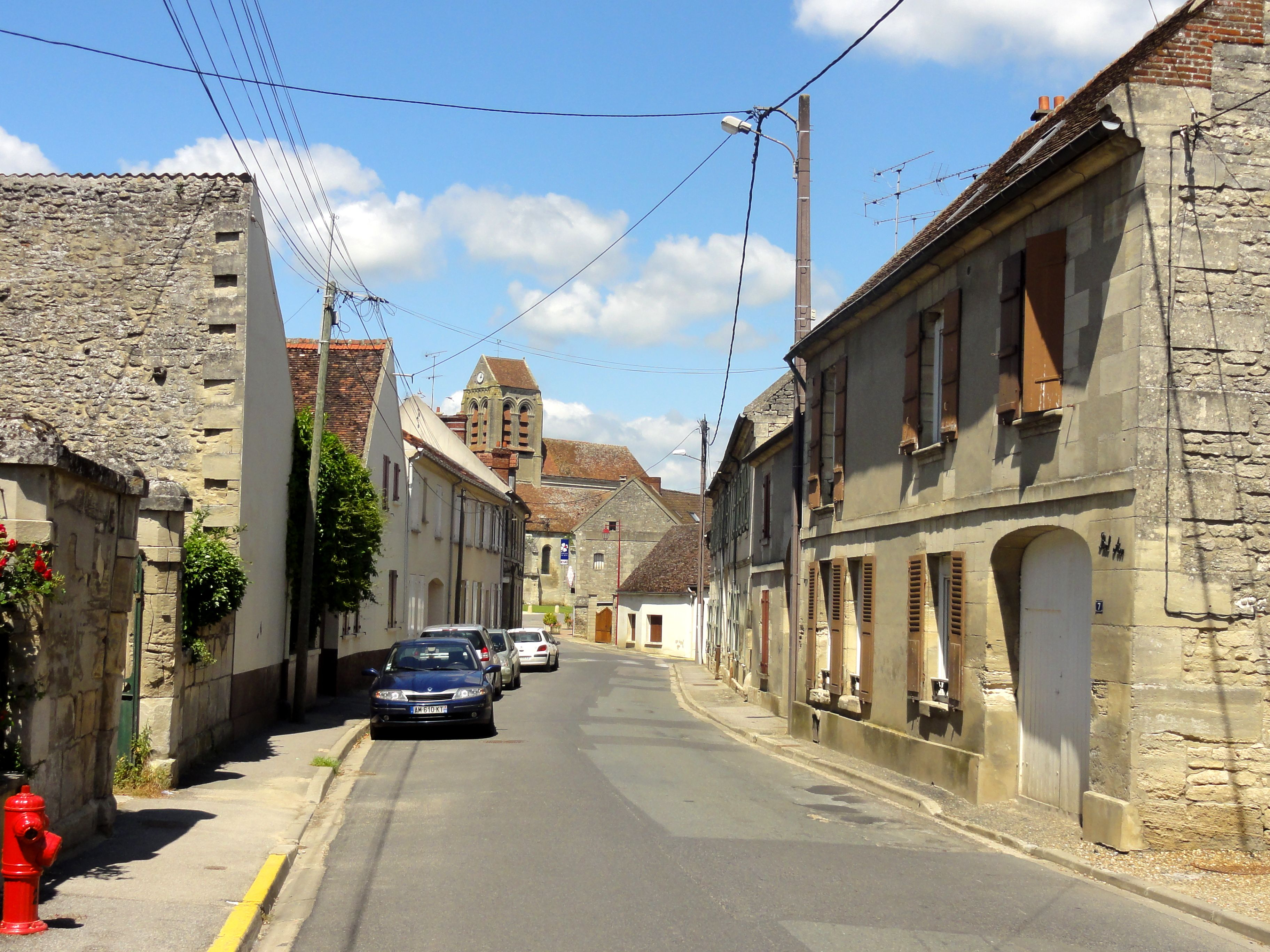
Le centre-bourg.
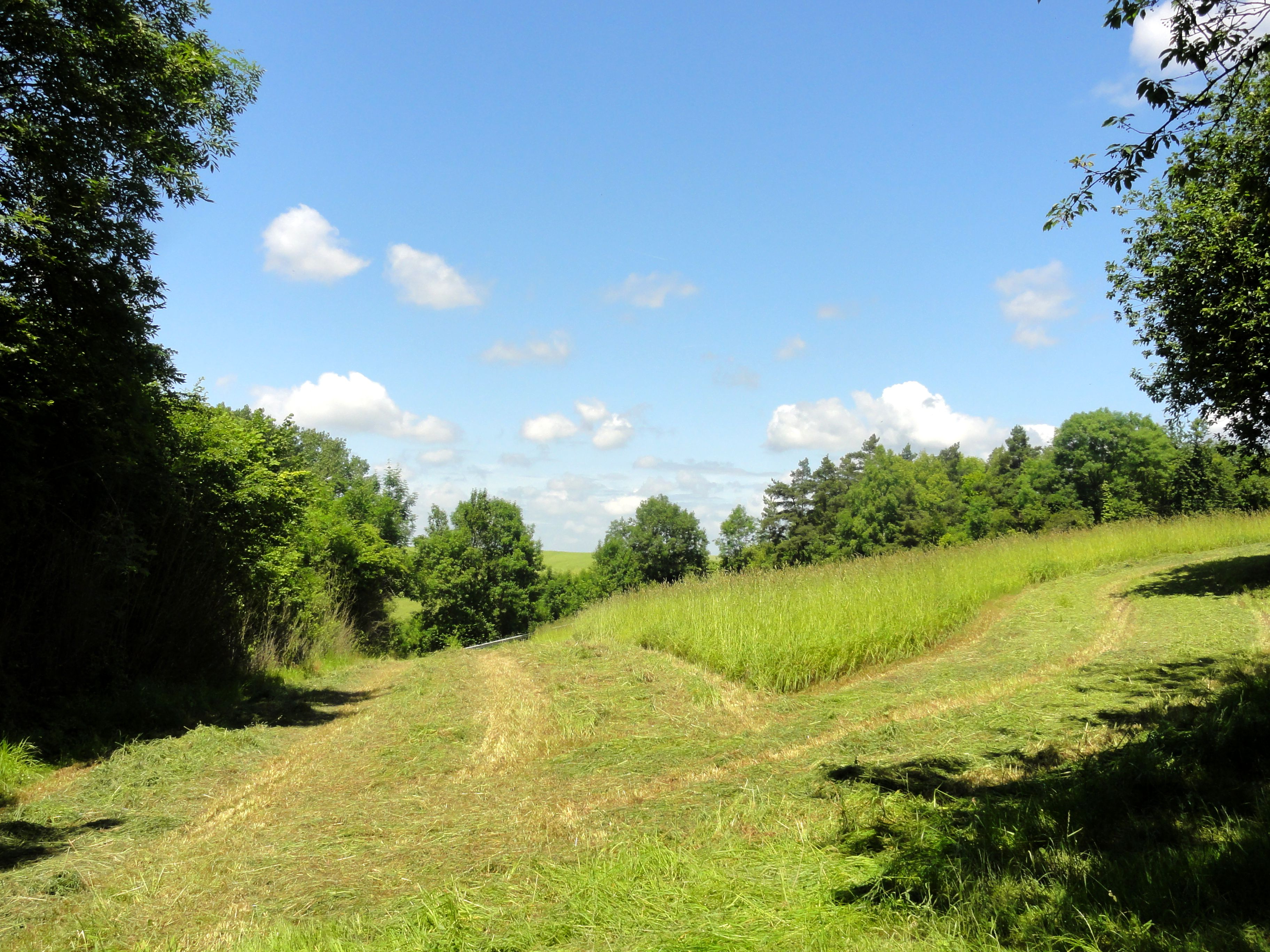
Paysage de l'ancienne route de Mouy.

### Communes limitrophes
Les communes limitrophes sont  Balagny-sur-Thérain, Cauvigny, Cires-lès-Mello, Dieudonné, Foulangues, Lachapelle-Saint-Pierre, Mouy et Neuilly-en-Thelle.
| Cauvigny                | Mouy               | Balagny-sur-Thérain |
| Lachapelle-Saint-Pierre | Ully-Saint-Georges | Foulangues          |
| Dieudonné               | Neuilly-en-Thelle  | Cires-lès-Mello     |

### Hydrographie

#### Réseau hydrographique
La commune est située dans le bassin Seine-Normandie. Elle est drainée par le ruisseau de Cires et le fossé 01 de la commune de Ully-Saint-Georges,,.
Le ruisseau de Cires, d'une longueur de 14 km, prend sa source dans la commune de Cauvigny et se jette  dans le Thérain à Bury, après avoir traversé six communes.
Les étangs du Havre de Pêche de Cousnicourt sont appréciés des pécheurs.

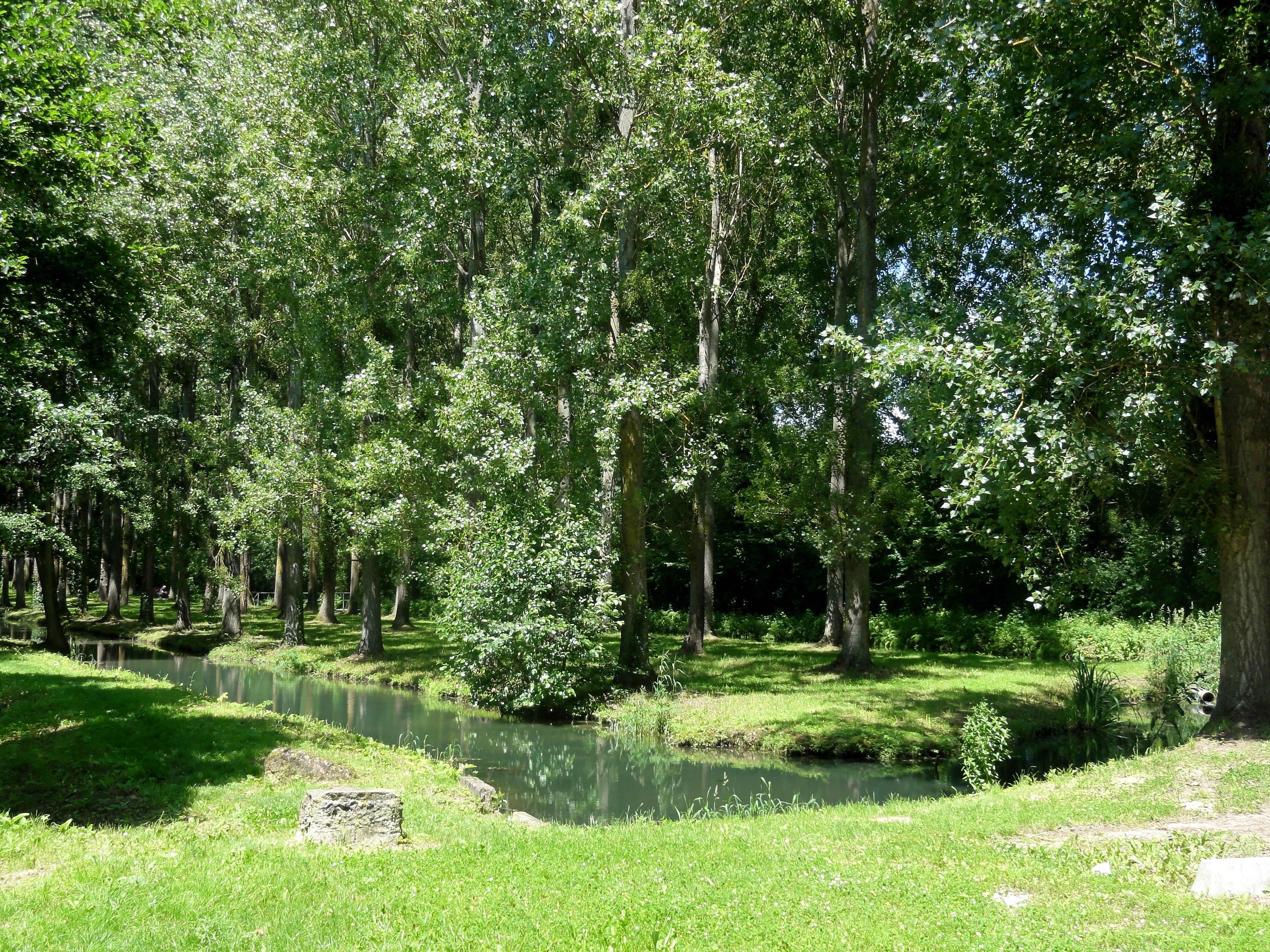
La rivière, entourée de peupliers, rue de Mouy.
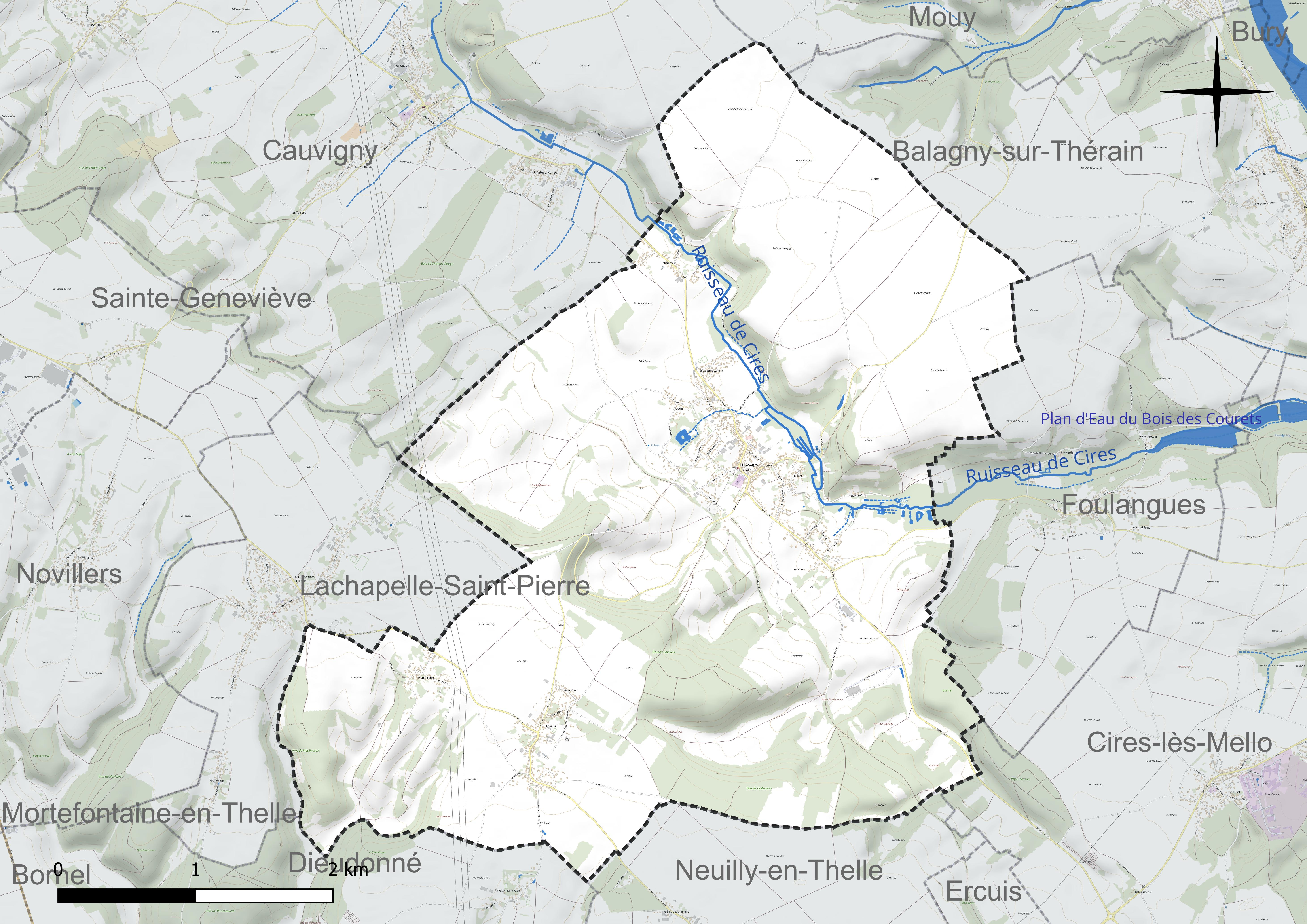
Réseau hydrographique d'Ully-Saint-Georges.

#### Gestion et qualité des eaux
Le territoire communal est couvert par le schéma d'aménagement et de gestion des eaux (SAGE) « Sensée ». Ce document de planification concerne un territoire de 1 219 km2 de superficie, délimité par le bassin versant du Thérain. Le périmètre a été arrêté le 27 janvier 2023 et le SAGE proprement dit est, en 2024, en cours d'élaboration. La structure porteuse de l'élaboration et de la mise en œuvre est le syndicat intercommunal de la Vallée du Thérain (SIVT).
La qualité des cours d'eau peut être consultée sur un site dédié géré par les agences de l'eau et l'Agence française pour la biodiversité.

### Climat
Pour des articles plus généraux, voir Climat des Hauts-de-France et Climat de l'Oise.
En 2010, le climat de la commune est de type climat océanique dégradé des plaines du Centre et du Nord, selon une étude du CNRS s'appuyant sur une série de données couvrant la période 1971-2000. En 2020, Météo-France publie une typologie des climats de la France métropolitaine dans laquelle la commune est exposée à un climat océanique et est dans une zone de transition entre les régions climatiques « Sud-ouest du bassin Parisien » et « Nord-est du bassin Parisien ».
Pour la période 1971-2000, la température annuelle moyenne est de 10,7 °C, avec une amplitude thermique annuelle de 14,5 °C. Le cumul annuel moyen de précipitations est de 695 mm, avec 10,6 jours de précipitations en janvier et 8,1 jours en juillet. Pour la période 1991-2020, la température moyenne annuelle observée sur la station météorologique la plus proche, située sur la commune de Creil à 15 km à vol d'oiseau, est de 11,2 °C et le cumul annuel moyen de précipitations est de 662,2 mm,. Pour l'avenir, les paramètres climatiques de la commune estimés pour 2050 selon différents scénarios d'émission de gaz à effet de serre sont consultables sur un site dédié publié par Météo-France en novembre 2022.

## Urbanisme

### Typologie
Au 1er janvier 2024, Ully-Saint-Georges est catégorisée commune rurale à habitat dispersé, selon la nouvelle grille communale de densité à sept niveaux définie par l'Insee en 2022.
Elle est située hors unité urbaine. Par ailleurs la commune fait partie de l'aire d'attraction de Paris, dont elle est une commune de la couronne,.

### Occupation des sols

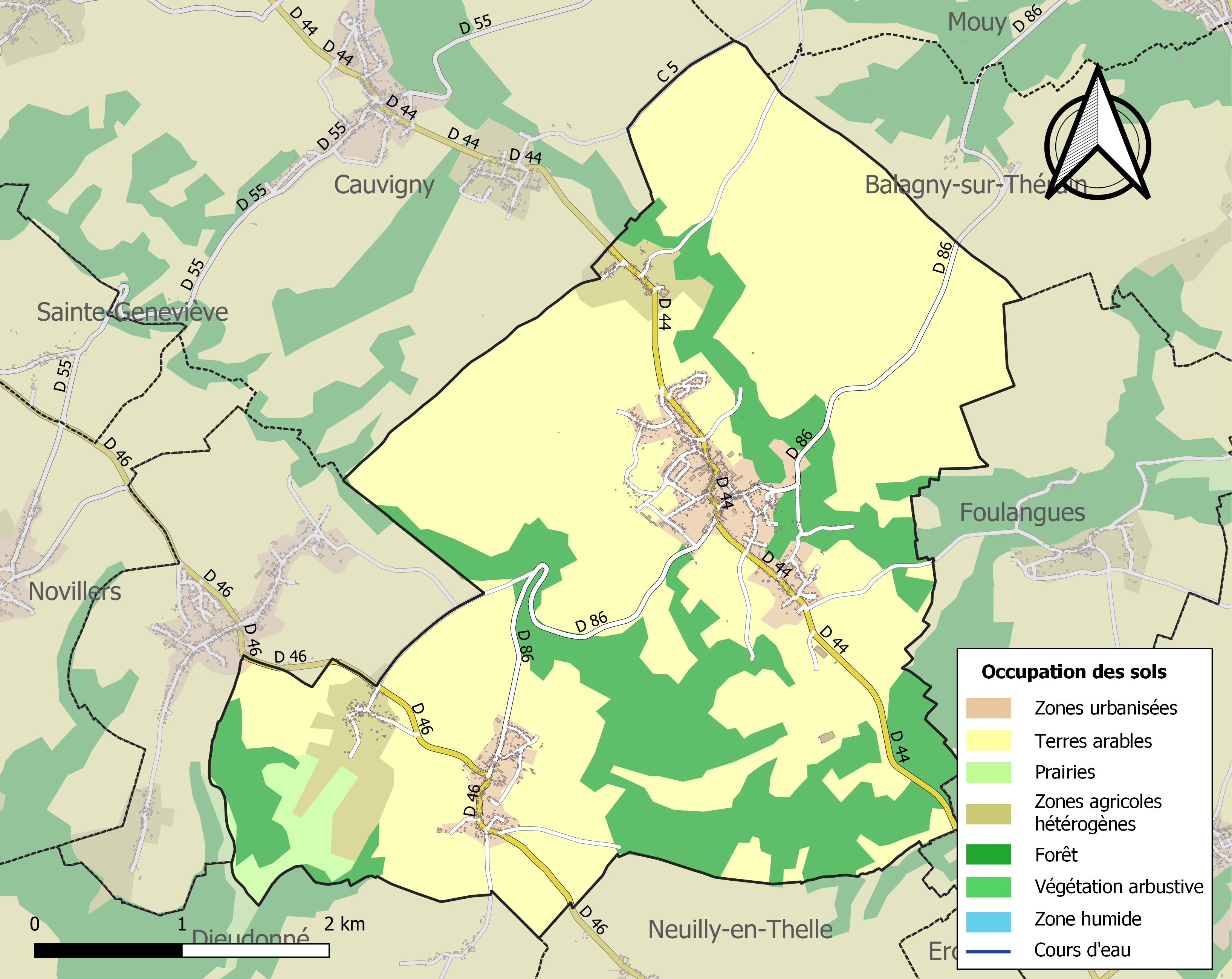
Carte des infrastructures et de l'occupation des sols de la commune en 2018 (CLC).

L'occupation des sols de la commune, telle qu'elle ressort de la base de données européenne d'occupation biophysique des sols Corine Land Cover (CLC), est marquée par l'importance des territoires agricoles (71,6 % en 2018), en diminution par rapport à 1990 (73,5 %). La répartition détaillée en 2018 est la suivante : 
terres arables (65,7 %), forêts (22,7 %), zones urbanisées (5,7 %), zones agricoles hétérogènes (4,1 %), prairies (1,9 %). L'évolution de l'occupation des sols de la commune et de ses infrastructures peut être observée sur les différentes représentations cartographiques du territoire : la carte de Cassini (XVIIIe siècle), la carte d'état-major (1820-1866) et les cartes ou photos aériennes de l'IGN pour la période actuelle (1950 à aujourd'hui).

### Hameaux et écarts
La commune se compose du village d'Ully-Saint-Georges ainsi que de quatre hameaux : Cavillon, Coupin, Cousnicourt et Moulincourt.

### Habitat et logement
En 2020, le nombre total de logements dans la commune était de 842, alors qu'il était de 812 en 2015 et de 735 en 2010.
Parmi ces logements, 89,6 % étaient des résidences principales, 3 % des résidences secondaires et 7,4 % des logements vacants. Ces logements étaient pour 92,6 % d'entre eux des maisons individuelles et pour 7,2 % des appartements.
Le tableau ci-dessous présente la typologie des logements à Ully-Saint-Georges en 2020 en comparaison avec celle de l'Oise et de la France entière. Une caractéristique marquante du parc de logements est ainsi une proportion de résidences secondaires et logements occasionnels (3 %) supérieure à celle du département (2,4 %) mais inférieure à celle de la France entière (9,7 %). Concernant le statut d'occupation de ces logements, 87,9 % des habitants de la commune sont propriétaires de leur logement (86,6 % en 2015), contre 61,4 % pour l'Oise et 57,5 pour la France entière.
| Typologie                                               | Ully-Saint-Georges | Oise | France entière |
| ------------------------------------------------------- | ------------------ | ---- | -------------- |
| Résidences principales (en %)                           | 89,6               | 90,5 | 82,1           |
| Résidences secondaires et logements occasionnels (en %) | 3                  | 2,4  | 9,7            |
| Logements vacants (en %)                                | 7,4                | 7,1  | 8,2            |

### Voies de communication et transports
La commune, aisément accessible depuis l'ancienne route nationale 1 (actuelle RD 1001) est desservie, en 2023, par les lignes 635, 646, 6138, 6142, 6202 et 6344 du réseau interurbain de l'Oise.

## Toponymie

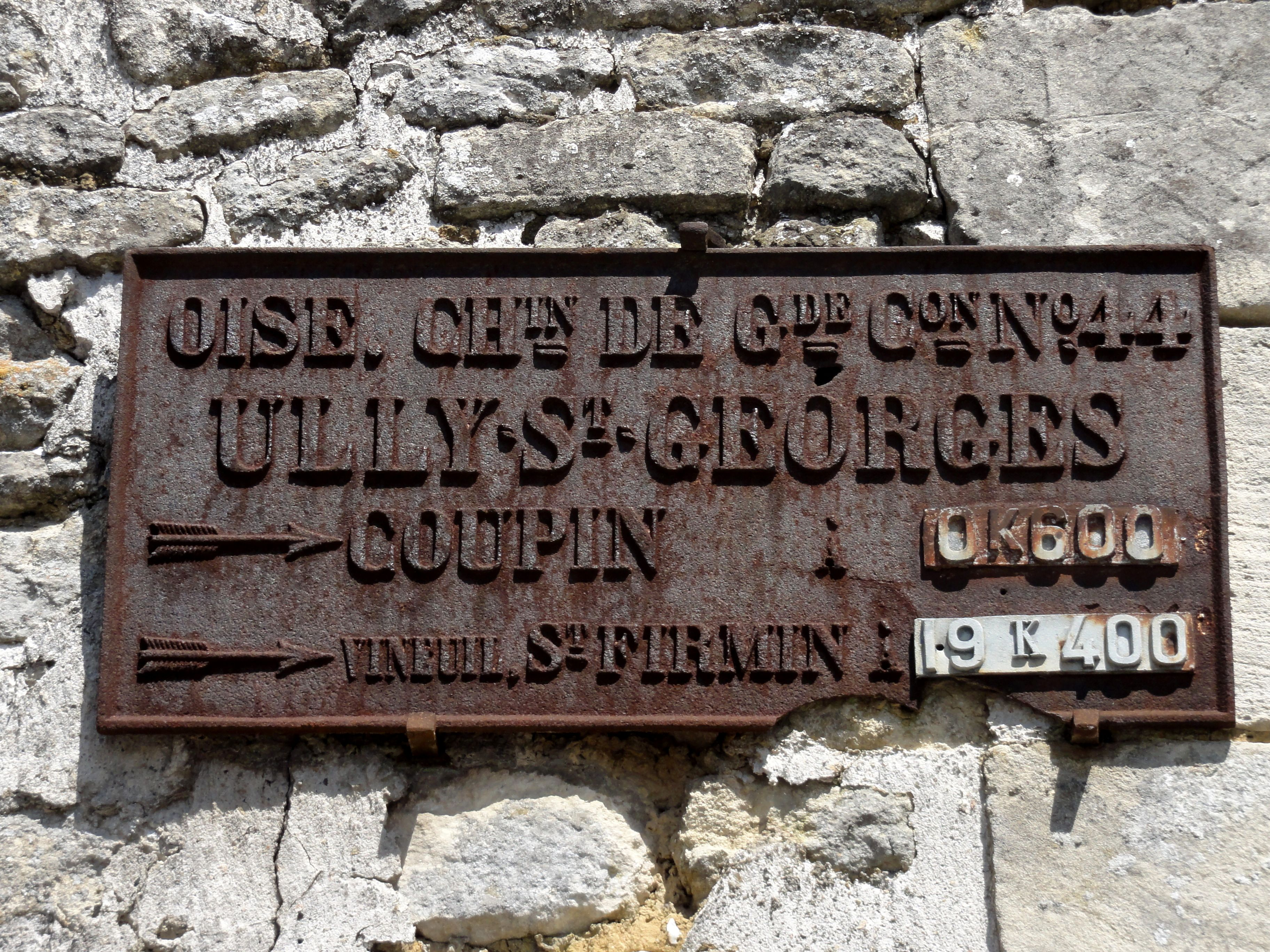
Plaque de cocher.

Le nom de la localité est attesté sous la forme Ulliacum en 1135, Uliciacus en 1162, villarum Ulliaci en 1170, Williacum en 1172, Vuliacus au XIIe siècle, Ulli en 1240, Vully en 1340, Œuilly et Ully en 1450, Villy S. George en 1464, Willy St George en 1667, Ully les Fontaines en 1794, Ully-Saint-Georges en 1840.
La forme ancienne Œuilly de 1450 est identique aux Œuilly de l'Aisne et de la Marne, qui sont également d'anciens Ulliacum.
Il s'agit d'une formation gallo-romane en (-i)-acum, suffixe d'origine gauloise de localisation et de propriété. Il est précédé par l'anthroponyme latin (porté par un autochtone) Ullius,,.
Le type toponymique ULLIACU a également donné selon les régions Euilly et Huillé (Maine-et-Loire, Ulliacus 1035-1060).
La possibilité d'une évolution de *AVALLIACON « village des pommes » en ULLY n'est pas non plus à exclure même si cette hypothèse ne se base que sur la phonétique. Le fait est que l'Irlandais ABHALL « pomme » après la réforme orthographique s'est vue réécrit ULL « pomme »[réf. souhaitée]. Les formes latinisantes sont bien trop tardives pour être traitées sérieusement et on sait que de nombreux chercheurs ont fait l'impasse sur la celticité de la toponymie tout en inventant des noms de propriétaires improbables tel que celui de ULLIUS à moins que ce ULLIUS ne soit lui-même en fait qu'un AVALLIUS « pomme » qui est tout de même moins probable que de voir un nom de plante devenir éponyme d'un nom de lieu. Rien qu'en territoire français la toponymie conserve de nombreuses traces de l'importance de la pomme très anciennement : Avallon, Availles, remontant au gaulois « aballo » - « pommier ». Le gallo-roman et l'ancien français ont donné ensuite les Pommeray (oïl) et Pomarède (oc). La réduction de AVAL- à ULL- est comparable et assimilable dans le département à la réduction des toponymes BELLOY < BETULETUM, mais surtout RULLY et SULLY qui conservent quant à eux tout leur mystère même si l'on subodore d'anciens *ROTUL- « roue » et *SAMAL- « construction ».
Saint-Georges est un hagiotoponyme faisant référence l'Église Saint-Georges d'Ully-Saint-Georges, au centre du village, place de l'Église.

## Histoire

### Moyen Âge
Une nécropole mérovingienne a été découverte au hameau de Cousnicourt.

### Temps modernes
Selon Louis Graves, « Ully-Saint-Georges portait le titre de bourg avant la révolution. Il était considéré comme lieu important du bailliage de Senlis.
Il y avait un château fort qui se rendit à Henri IV en 1591, après la prise de La Neuville-en-Hez, et fut détruit à la suite de la ligue.
La seigneurie était partagée entre la maison de Vandeuil et les religieuses de Saint-Cyr ».

### Époque contemporaine
En 1842, le village est propriétaire du presbytère, d'une école, d'un terrain de jeu d'arc, une fontaine, ainsi que de pâtures marécageuses, et dispose d'une compagnie de pompiers, deux moulins à eau, deux carrières, une tuilerie. Beaucoup de femmes y travaillent la soie.
Le village est desservi de 1879 à 1948 par la gare d'Ully-Saint-Georges sur la ligne du Chemin de fer de Hermes à Beaumont, une voie ferrée à voie métrique du réseau des chemins de fer départementaux de l'Oise, l'une des premières lignes de chemin de fer secondaire réalisées en France à voie métrique, sous le régime des voies ferrées d'intérêt local sous le régime de la loi du 12 juillet 1865. La gare  abrite le dépôt de la ligne, comprenant une remise pour les locomotives et un atelier mécanique pour l'entretien du matériel, équipé des machines-outils habituelles (tour à roues, fraiseuse, étau limeur, scie mécanique) mues par des courroies accouplées à une machine à vapeur fixe.

Le train à Ully-Saint-Georges
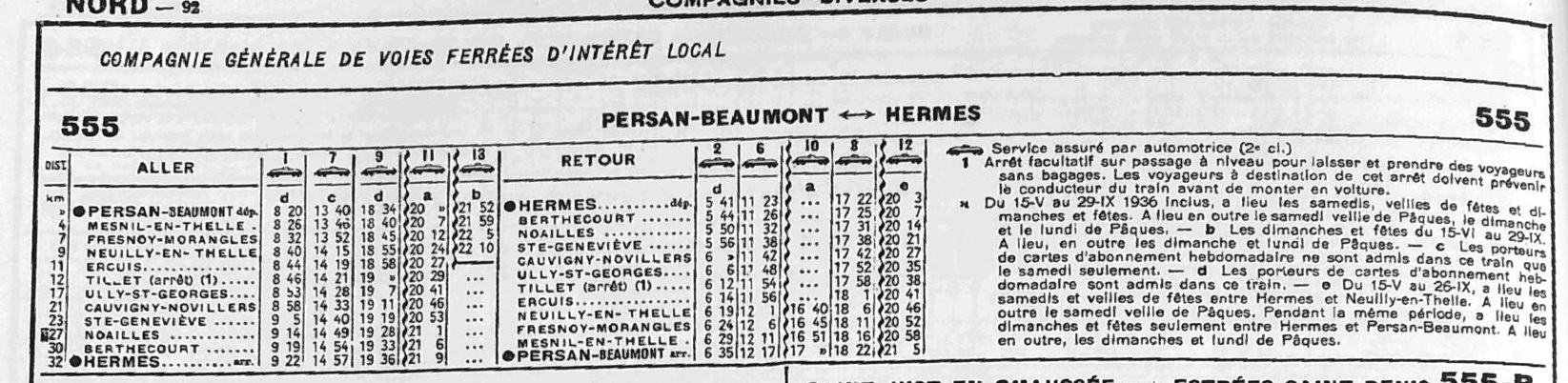
Horaires de la ligneen 1936
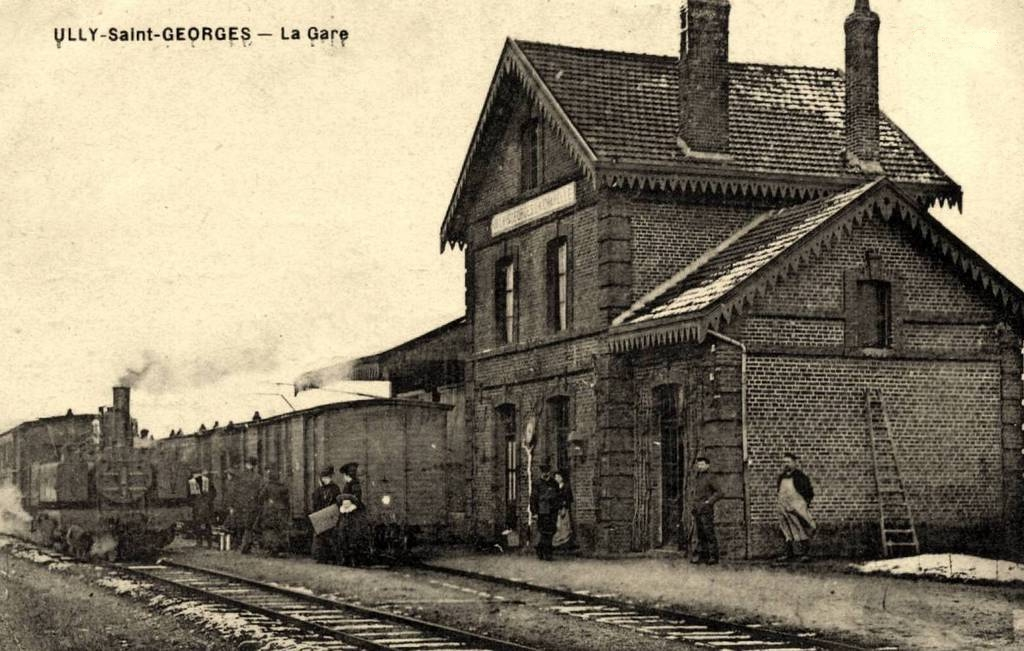
Croisement de trains en gare, au début du XXe siècle

Durant la Seconde Guerre mondiale, le bombardier américain  Boeing B-17 Flying Fortress « Judy » de retour d'un bombardement sur Ludwigshafen s'écrase à Ully-Saint-Georges le 30 décembre 1943,, ainsi qu'un North American P-51 Mustang le 18 août 1944. Une stèle près du monument aux morts, rue de la Gare, commémore ces crash. Le 6 juin 1944, jour du Débarquement allié en Normandie, alors que les armées nazies tentaient par tous les moyens de ramener des troupes en Normandie, d'importantes troupes blindées passent par la région de Noailles. L'aviation alliée bombarde alors un train de voyageurs à Châteaurouge, lieudit situé entre Ully-Saint-Georges et Cauvigny, tuant le mécanicien et le chauffeur et détruisant l'une des deux dernières locomotives disponibles de la ligne.

## Politique et administration

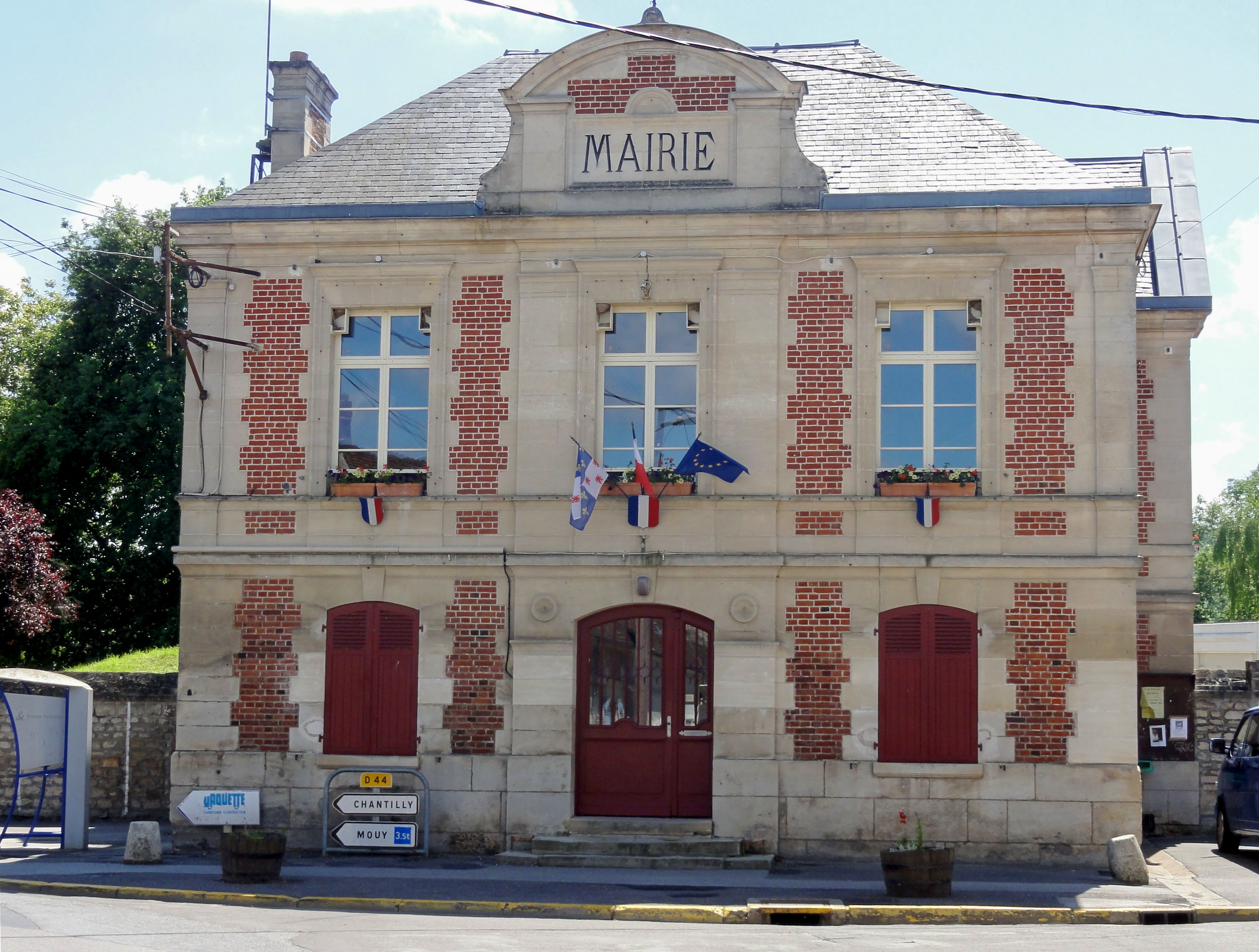
La mairie.

### Rattachements administratifs et électoraux

#### Rattachements administratifs
La commune se trouve dans l'arrondissement de Senlis du département de l'Oise.
Elle faisait partie depuis 1801 du canton de Neuilly-en-Thelle. Dans le cadre du redécoupage cantonal de 2014 en France, cette circonscription administrative territoriale a disparu, et le canton n'est plus qu'une circonscription électorale.

#### Rattachements électoraux
Pour les élections départementales, la commune fait partie depuis 2014 du canton de Montataire
Pour l'élection des députés, elle fait partie de la troisième circonscription de l'Oise.

### Intercommunalité
La commune faisait partie de la communauté de communes du pays de Thelle, créée en 1996.
Dans le cadre des dispositions de la loi portant nouvelle organisation territoriale de la République (Loi NOTRe) du 7 août 2015, qui prévoit que les établissements publics de coopération intercommunale (EPCI) à fiscalité propre doivent avoir un minimum de 15 000 habitants, le préfet de l'Oise a publié en octobre 2015 un projet de nouveau schéma départemental de coopération intercommunale, qui prévoit la fusion de plusieurs intercommunalités, et en particulier  de la communauté de communes du Pays de Thelle et de la communauté de communes la Ruraloise, formant ainsi une intercommunalité de 42 communes et de 59 626 habitants,.
La nouvelle intercommunalité, dont est membre la commune et dénommée communauté de communes Thelloise, est créée par un arrêté préfectoral du 30 novembre 2016 qui a pris effet le 1er janvier 2017.

### Liste des maires
| Période                                  | Période       | Identité                      | Étiquette | Qualité |
| ---------------------------------------- | ------------- | ----------------------------- | --------- | --- |
| Les données manquantes sont à compléter. |               |                               |           | |
|                                          |               |                               |           | |
| novembre 1792                            | décembre 1792 | Jean Noël                     |           | |
| décembre 1792                            | février 1794  | Pierre Laurent Bigot          |           | |
| février 1794                             | avril 1794    | Jean Lesbroussart             |           | |
| avril 1794                               | octobre 1795  | Charles François Dangu        |           | |
| octobre 1795                             | mars 1798     | Remi Dumont                   |           | |
| mars 1798                                | octobre 1798  | Vast Côme René Véron          |           | |
| octobre 1798                             | août 1800     | Pierre François Bulté         |           | |
| août 1800                                | mars 1806     | Remi Dumont                   |           | |
| mars 1806                                | mai 1813      | Jean Noël                     |           | |
| mai 1813                                 | décembre 1815 | Jean-Nicolas Isoré            |           | |
| décembre 1815                            | avril 1826    | Louis Pieux                   |           | |
| avril 1826                               | décembre 1829 | Georges Martin                |           | |
| décembre 1829                            | novembre 1834 | Charles François Duraincy     |           | |
| novembre 1834                            | février 1837  | Pierre Georges Delafolie      |           | |
| février 1837                             | août 1837     | Nicolas Michel Drouet         |           | |
| août 1837                                | juin 1843     | Louis César Buquet            |           | |
| juin 1843                                | août 1843     | Vast-Toussaint                |           | |
| août 1843                                | décembre 1851 | Stanislas Bucquet             |           | |
| décembre 1851                            | décembre 1854 | Louis César Bucquet           |           | |
| décembre 1854                            | mai 1857      | Charles François Duraincy     |           | |
| 1858                                     | mai 1871      | Auguste Aimé Naquet           |           | |
| mai 1871                                 |               | Prosper Nicolas Émile Hochard |           | |
|                                          |               |                               |           | |
| avant 1995                               | mars 2001     | André Salzmann                |           | |
| mars 2001                                | octobre 2023, | Nicole Robert                 |           | Adjointe administrative Vice-présidente de la CC du Pays de Thelle et Ruraloise (2017 → 2023) Présidente du Syndicat des eaux (2014 → 2023) Morte en fonction. |

### Jumelage
Un comité de jumelage regroupant Sainte-Geneviève, Mortefontaine-en-Thelle, La Chapelle-Saint-Pierre, et Ully-Saint-Georges assure le lien avec les communes italiennes jumelées de Pertengo, Motta de' Conti, Caresana, Soprana, Costanzana, et Pezzana, dans le Piémont, province de Verceil.

## Équipements et services publics

### Eau et déchets
L'adduction d'eau potable est assurée par le syndicat intercommunal d'alimentation en eau potable d'Ully-Saint-Georges, dont sont également membres Cauvigny, Dieudonné, Foulangues, Lachapelle-Saint-Pierre, Mouchy-le-Châtel, Neuilly-en-Thelle, Novillers, Sainte-Geneviève, soit, en 2021, 13 231 habitants.

### Enseignement
La commune compte en 2016 une école primaire et maternelle, une cantine, un accueil périscolaire. Ils seront remplacés en 2019 par un groupe scolaire de huit classes, un agrandissement des locaux de restauration, une médiathèque dont la première pierre a été posée en juin 2018, après une longue élaboration compliquée par la difficulté d'acquérir les terrains nécessaires. L'équipement, dont l'extension est techniquement envisagée et qui s'accompagne de travaux d'aménagement des abords, est évalué à 4,3 millions d'euros, qui bénéficie d'importantes subventions du département et de l'État,.
Elle dispose également au hameau de Cavillon d'une halte-garderie.

## Population et société

### Démographie

#### Évolution démographique
L'évolution du nombre d'habitants est connue à travers les recensements de la population effectués dans la commune depuis 1793. Pour les communes de moins de 10 000 habitants, une enquête de recensement portant sur toute la population est réalisée tous les cinq ans, les populations de référence des années intermédiaires étant quant à elles estimées par interpolation ou extrapolation. Pour la commune, le premier recensement exhaustif entrant dans le cadre du nouveau dispositif a été réalisé en 2004.

En 2022, la commune comptait 1 920 habitants, en évolution de +3,34 % par rapport à 2016 (Oise : +0,87 %, France hors Mayotte : +2,11 %).
| 1793  | 1800 | 1806  | 1821  | 1831  | 1836  | 1841  | 1846  | 1851  |
| ----- | ---- | ----- | ----- | ----- | ----- | ----- | ----- | ----- |
| 1 018 | 971  | 1 115 | 1 159 | 1 210 | 1 190 | 1 073 | 1 043 | 1 046 |

| 1856  | 1861  | 1866  | 1872  | 1876 | 1881 | 1886 | 1891 | 1896 |
| ----- | ----- | ----- | ----- | ---- | ---- | ---- | ---- | ---- |
| 1 046 | 1 006 | 1 001 | 1 001 | 977  | 941  | 907  | 921  | 871  |

| 1901 | 1906 | 1911 | 1921 | 1926 | 1931 | 1936 | 1946 | 1954 |
| ---- | ---- | ---- | ---- | ---- | ---- | ---- | ---- | ---- |
| 853  | 850  | 866  | 806  | 826  | 754  | 720  | 690  | 660  |

| 1962 | 1968 | 1975 | 1982  | 1990  | 1999  | 2004  | 2006  | 2009  |
| ---- | ---- | ---- | ----- | ----- | ----- | ----- | ----- | ----- |
| 639  | 679  | 809  | 1 272 | 1 600 | 1 819 | 1 878 | 1 879 | 1 893 |

| 2014  | 2019  | 2022  | - | - | - | - | - | - |
| ----- | ----- | ----- | - | - | - | - | - | - |
| 1 897 | 1 890 | 1 920 | - | - | - | - | - | - |

#### Pyramide des âges
La population de la commune est relativement jeune.
En 2018, le taux de personnes d'un âge inférieur à 30 ans s'élève à 34,3 %, soit en dessous de la moyenne départementale (37,3 %). À l'inverse, le taux de personnes d'âge supérieur à 60 ans est de 21,6 % la même année, alors qu'il est de 22,8 % au niveau départemental.
En 2018, la commune comptait 927 hommes pour 952 femmes, soit un taux de 50,67 % de femmes, légèrement inférieur au taux départemental (51,11 %).
Les pyramides des âges de la commune et du département s'établissent comme suit.
| Hommes | Classe d’âge | Femmes |
| ------ | ------------ | ------ |
| 0,1    | 90 ou +      | 0,5    |
| 4,4    | 75-89 ans    | 5,2    |
| 17,2   | 60-74 ans    | 15,8   |
| 24,0   | 45-59 ans    | 24,2   |
| 20,5   | 30-44 ans    | 19,5   |
| 14,9   | 15-29 ans    | 15,7   |
| 18,9   | 0-14 ans     | 19,1   |

| Hommes | Classe d’âge | Femmes |
| ------ | ------------ | ------ |
| 0,5    | 90 ou +      | 1,4    |
| 5,5    | 75-89 ans    | 7,6    |
| 15,6   | 60-74 ans    | 16,3   |
| 20,8   | 45-59 ans    | 20     |
| 19,4   | 30-44 ans    | 19,4   |
| 17,6   | 15-29 ans    | 16,2   |
| 20,6   | 0-14 ans     | 19,1   |

### Manifestations culturelles et festivités
Les communes de Cauvigny, Lachapelle-Saint-Pierre, Novillers, Ully-Saint-Georges organisent La course des quatre communes, dont la 30e édition a eu lieu le 17 avril 2016 a réuni près de 300 concurrents qui se sont répartis entre une course de 1 400 m pour les plus jeunes, une course de 5 ou 6 km et le semi-marathon de 21,1 km.

## Économie
La commune compte en 2016 quelques commerces de proximité, des artisans ainsi que le siège de la carrosserie Vaquette et une entreprise de transformation du bois Canadell.

## Culture locale et patrimoine

### Lieux et monuments

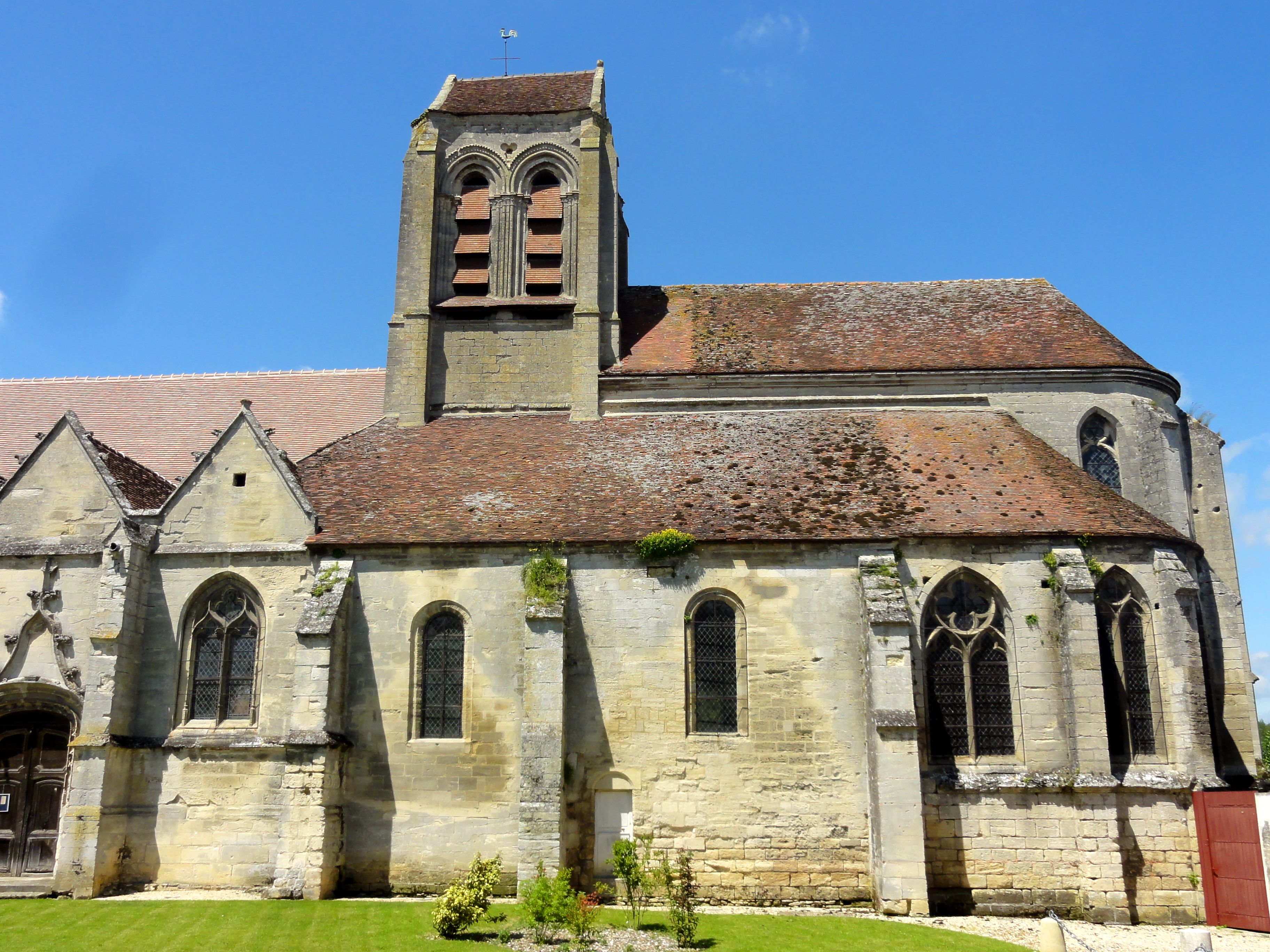
Église Saint-Georges, transept et chœur.

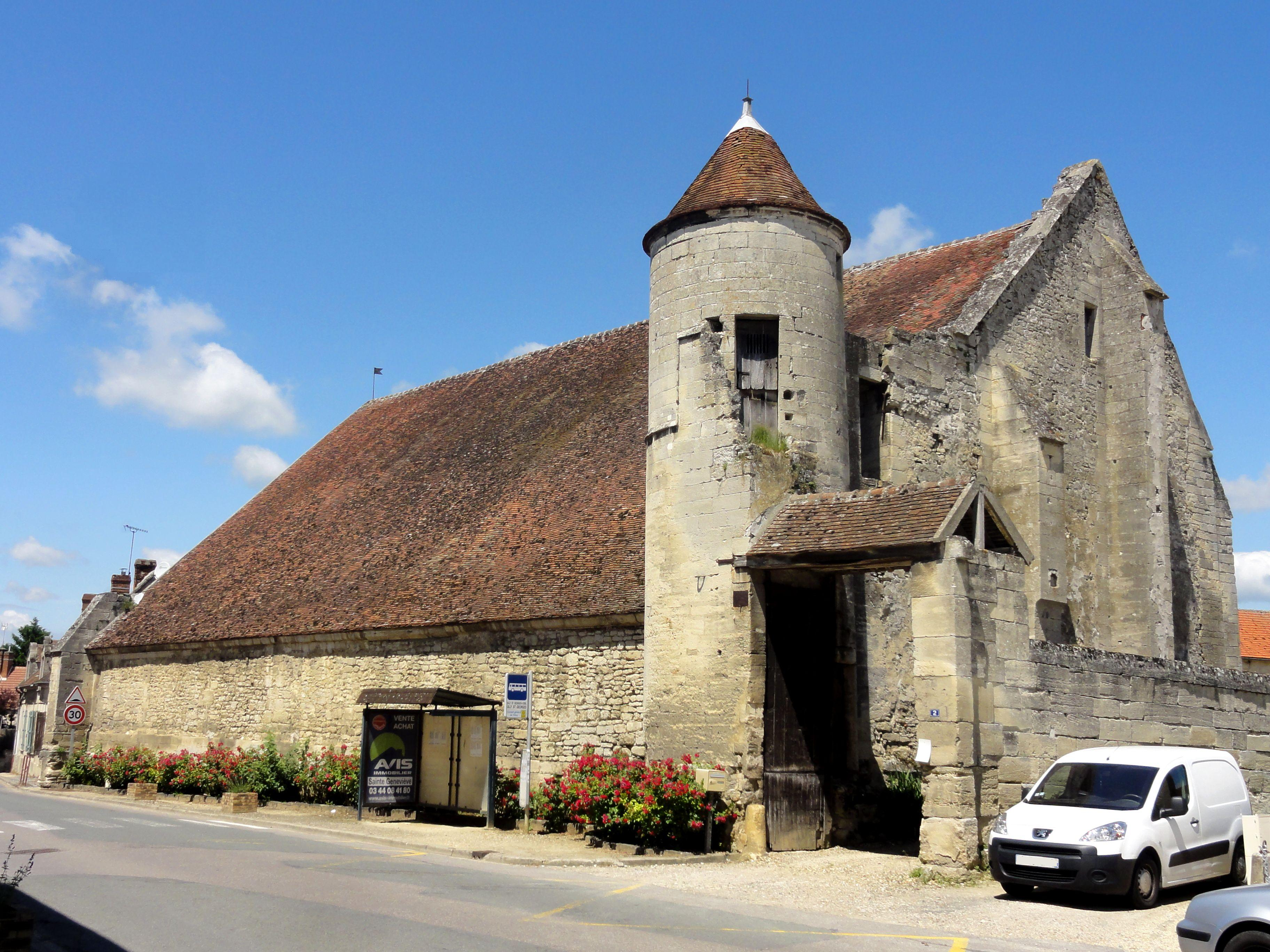
Grange dîmière.

Ully-Saint-Georges compte deux monuments historiques sur son territoire :
- Église Saint-Georges (classée monument historique par arrêté du 28 février 1951[51]) : L'église se compose de trois ensembles provenant de trois époques différentes, mais à droite du portail occidental, subsiste un pan de mur en opus spicatum de la précédente église romane, du XIe siècle. La nef non voûtée mais recouverte d'une belle charpente en carène renversée a été reconstruite au XVIe siècle à l'économique, et elle adopte vraisemblablement la forme de la nef romane primitive.

Par contre, son bas-côté sud gothique flamboyant de la première moitié du XVIe siècle est d'une belle facture. Chacune des cinq travées possède son propre toit en bâtière et une fenêtre au réseau flamboyant, sauf la quatrième, qui est percée d'un portail surmontée d'une accolade.
À l'intérieur, les clés de voûte pendantes sont richement décorées, et le bas-côté communique avec la nef par des grandes arcades reposant sur des piles ondulées. Il n'y a pas de bas-côté au nord, sauf une petite travée à l'ouest, face au croisillon nord du transept, afin de compenser la largeur réduite de l'ensemble nef et bas-côté sud par rapport à ce dernier. Le transept, la première travée du chœur et ses deux bas-côtés représentent les parties les plus anciennes de l'église et remontent aux années 1130 / 1140.
Au XVIe siècle, le clocher a été doté de contreforts internes à l'ouest, et le vaisseau central a été remanié au début du XIIIe siècle, lors de l'agrandissement du chœur, puis repris en sous-œuvre au XVIe siècle. Le chœur-halle du début du XIIIe siècle porte sur trois travées carrées et trois absides, dont l'abside centrale est précédée d'une courte travée supplémentaire. Elle est large de 5,80 m, largeur réduite commandée par l'ancien chœur, et atteint une hauteur de 13,00 m sous voûtes. Tout comme les absides des collatéraux, elle comporte une partie droite et un chevet à trois pans. Un chœur à trois absides est exceptionnel pour une église rurale de dimensions plutôt modestes, et son élégance et la qualité d'exécution sont remarquables. Le clocher en bâtière se dressant au-dessus de la croisée du transept tout comme le porche devant le portail occidental sont à peu près contemporains du chœur. Dans son ensemble, l'église reste très authentique et n'a jamais dû subir de restaurations profondes.
À l'intérieur, plusieurs statues datent du XVIe siècle. L'autel et les boiseries datent du XVIIe siècle,.
- L'ancienne grange dîmière, au nord de l'église (inscrite monument historique par arrêté du 6 juin 1933[54]) : Elle date du XIVe siècle et appartenait à l'abbaye de Saint-Denis. L'angle sud-ouest est flanqué d'une petite tour de trois étages sur plan rond, qui devait servir de poste de garde, puisqu'il n'y a pas d'intercirculation entre les combles de la grange et la tour. Les restes d'une échauguette en encorbellement sont visibles sur le mur-pignon nord. La forme dissymétrique des deux murs-pignons donne à penser que la grange devait posséder un vaisseau central et un collatéral, côté rue. Les murs sont épaulés par de puissants contreforts distribués irrégulièrement : deux au sud, et quatre au nord. La porte de la grange donne sur la cour de ferme. Elle est surmontée d'une statue en pierre de saint Denis céphalophore. Tout l'intérieur de la grange ne forme aujourd'hui plus qu'un volume unique, et il n'y a plus de plafond. La charpente est donc apparente. Contrairement à ce que suggèrent les contreforts, rien n'indique que la grange aurait été voûtée d'ogives.

On peut également noter :
- Site archéologique : nécropole mérovingienne au hameau de Cousnicourt.

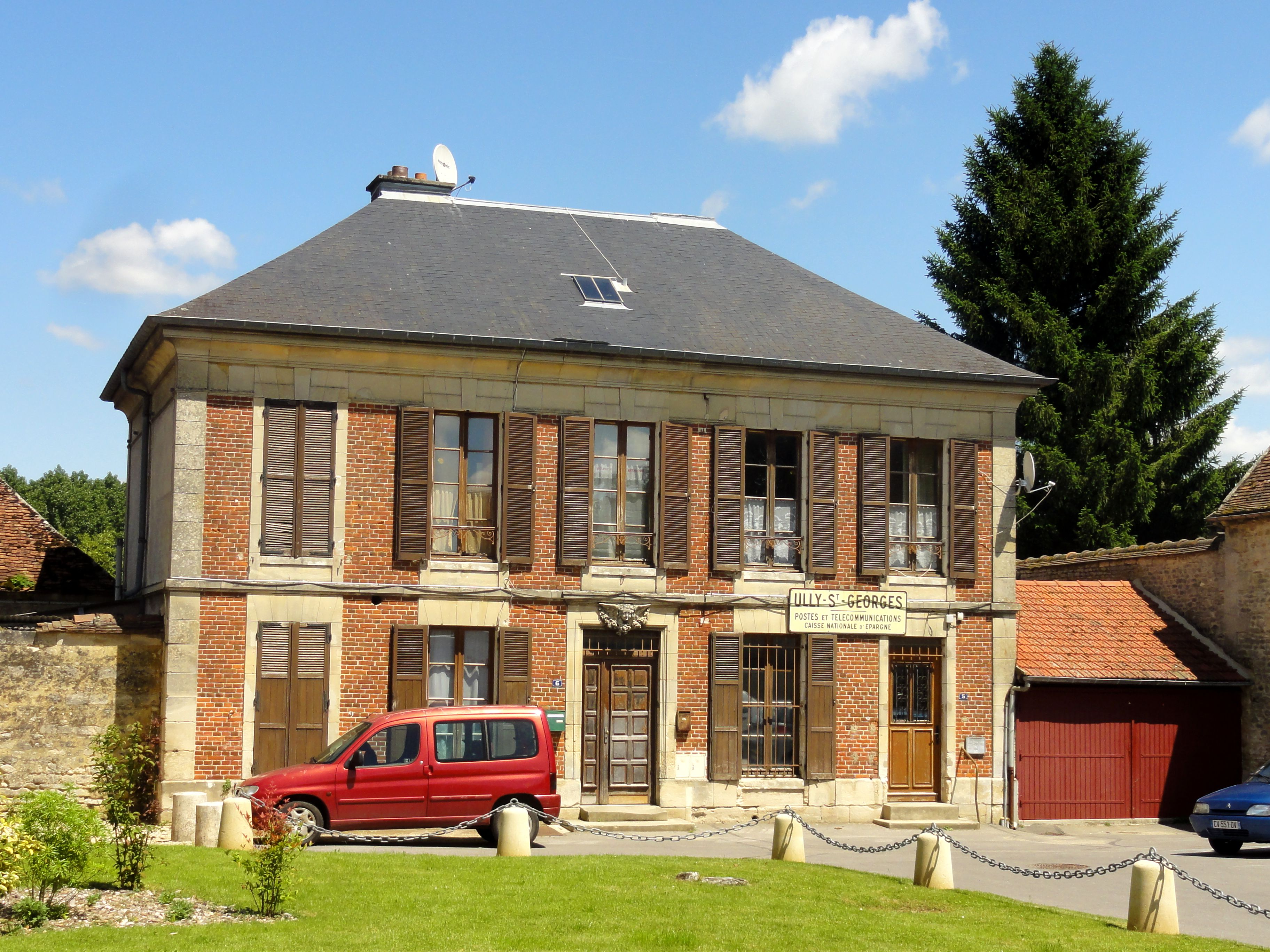
L'ancienne poste, place de l'église.
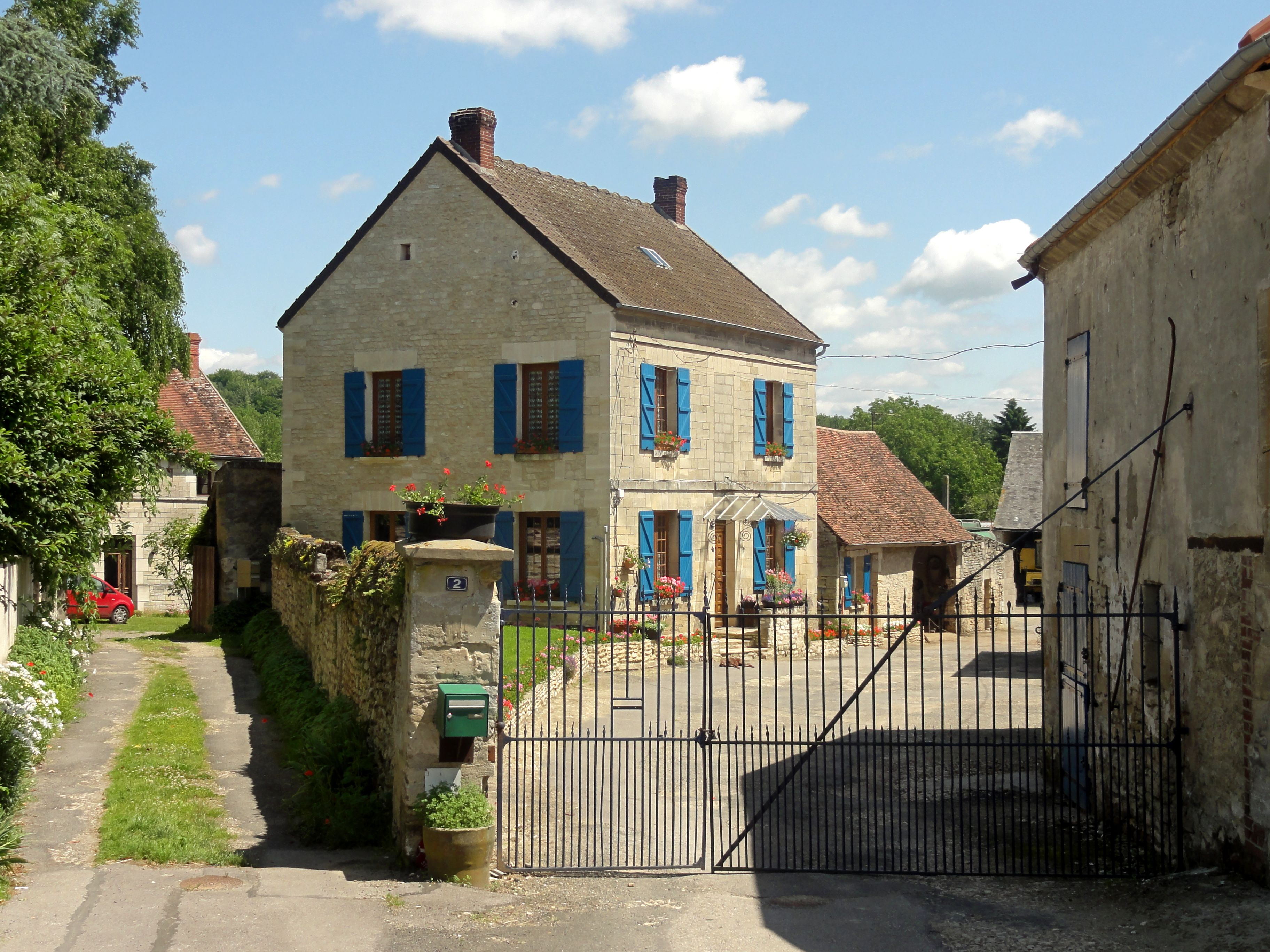
Ferme, place de l'Église
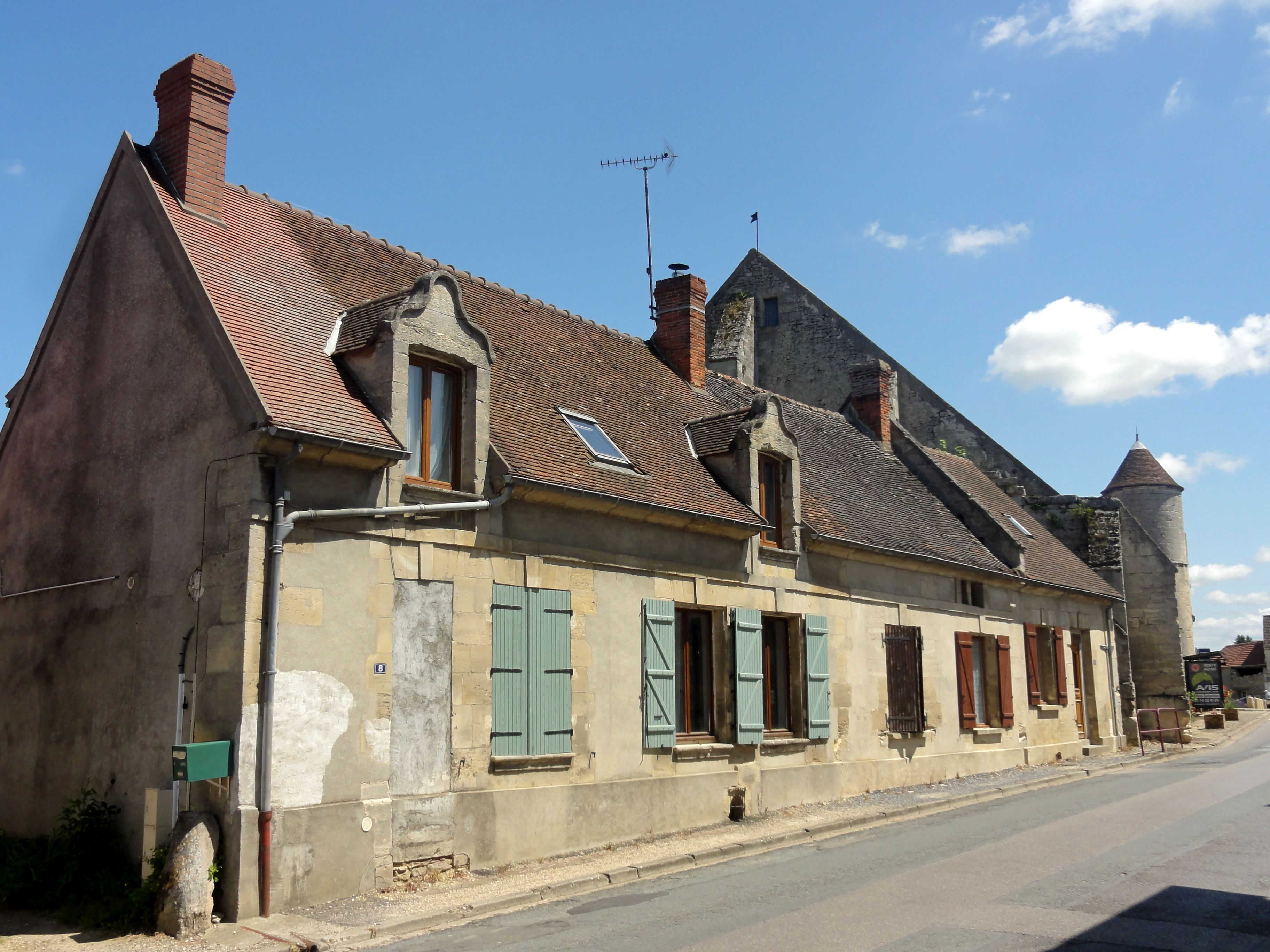
Longère, rue de Noailles.
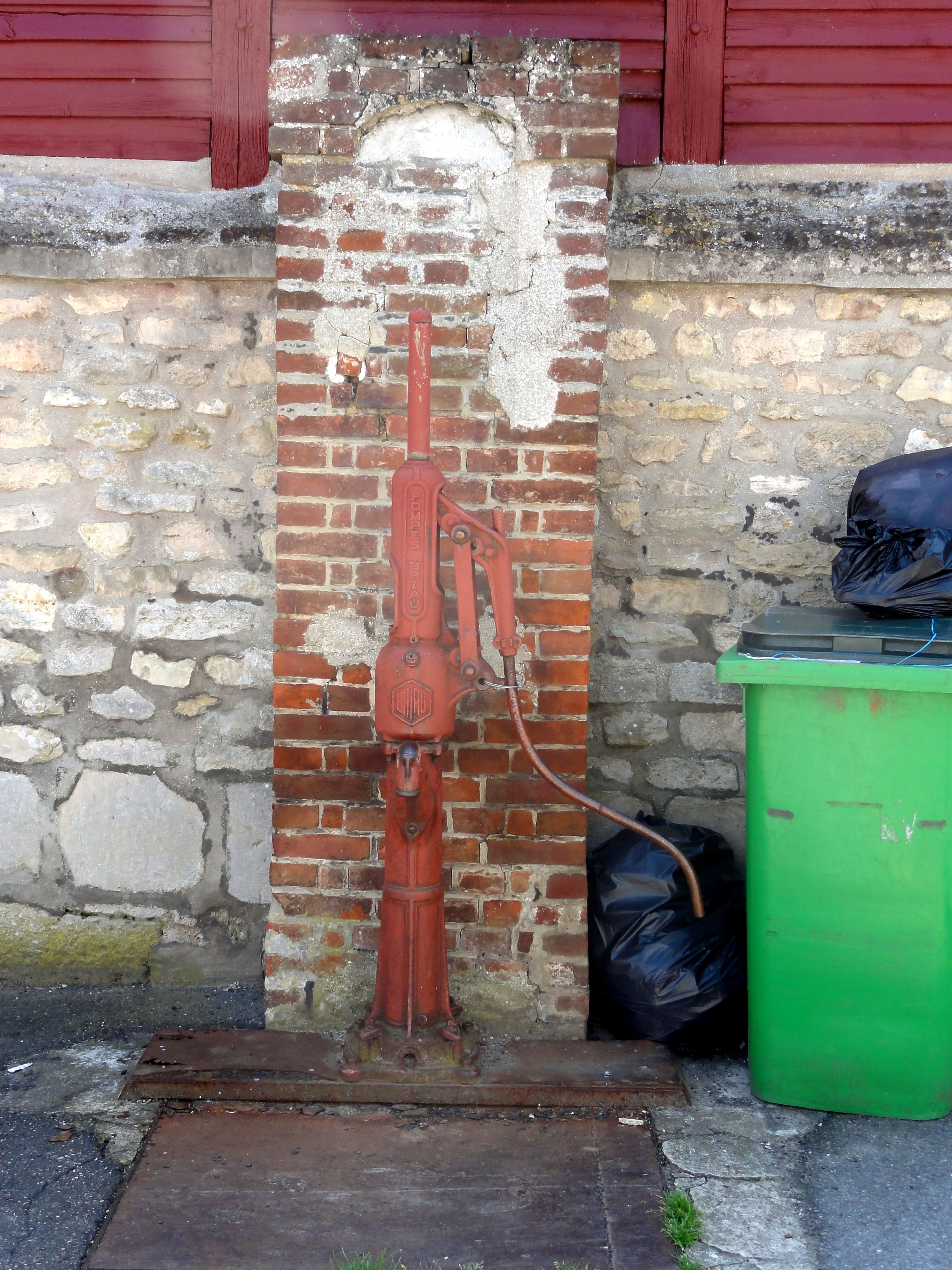
Ancienne fontaine publique, Grade-Rue.
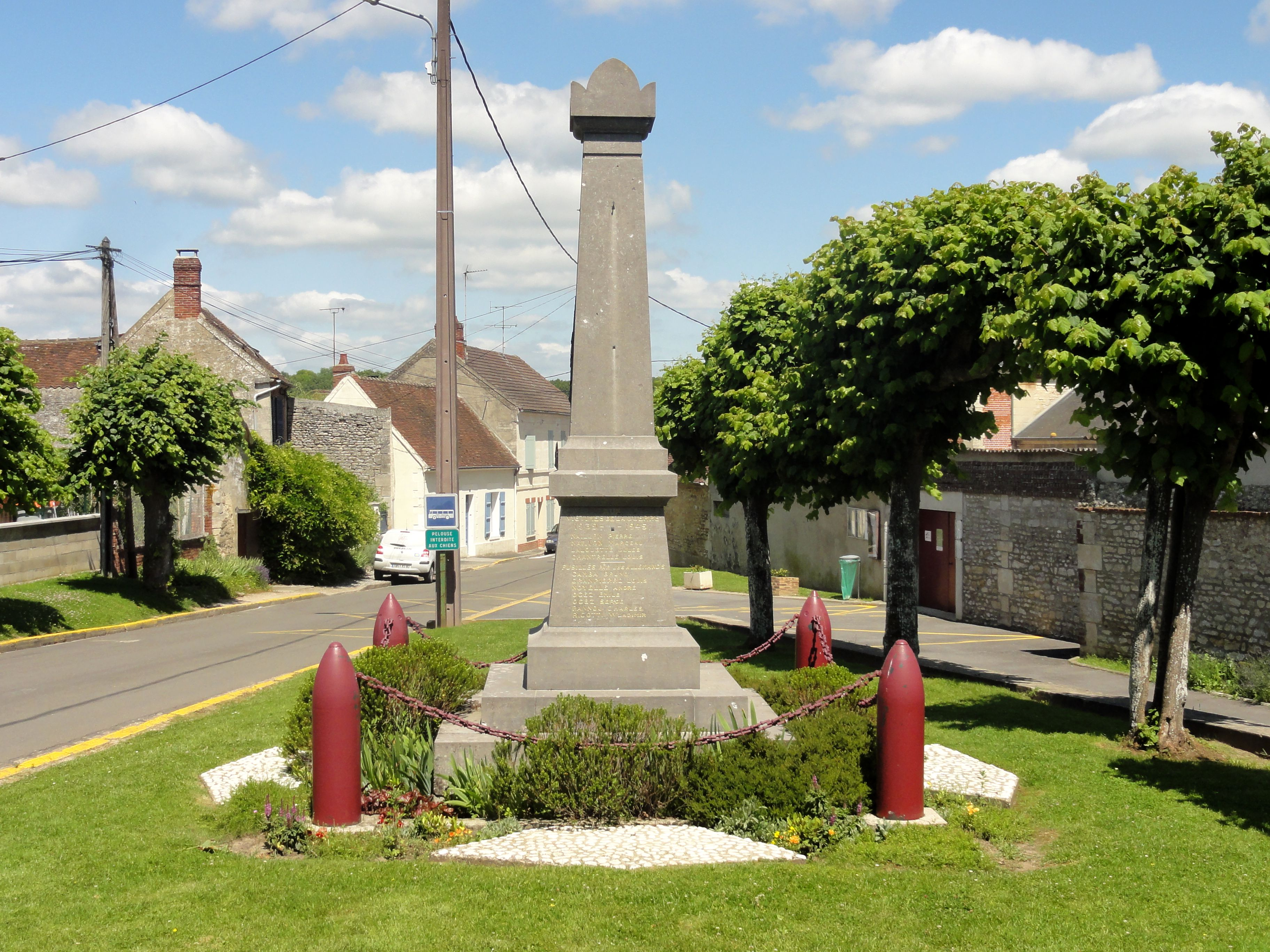
Monument aux morts.
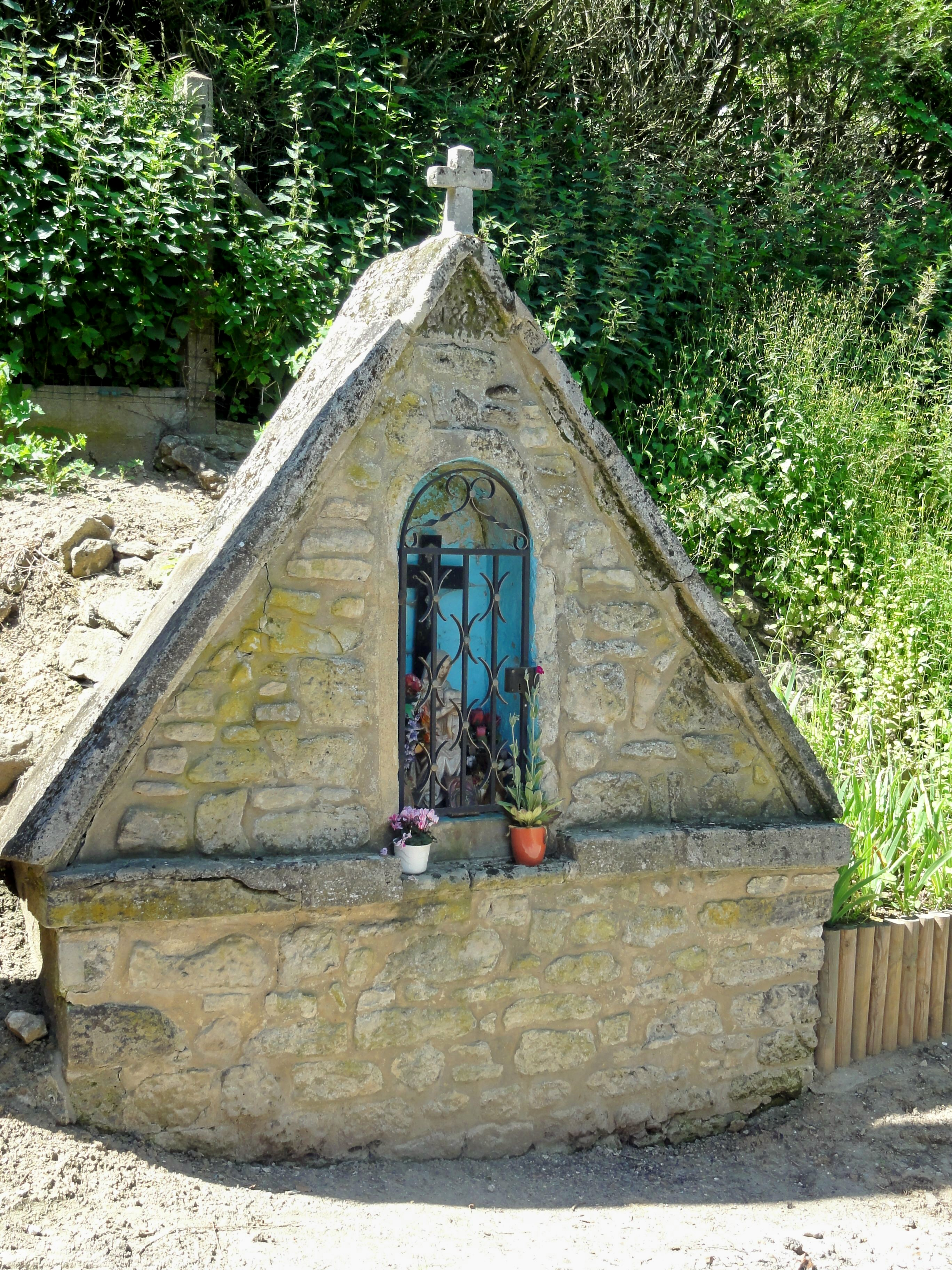
Chapelle de la Vierge à Coupin.
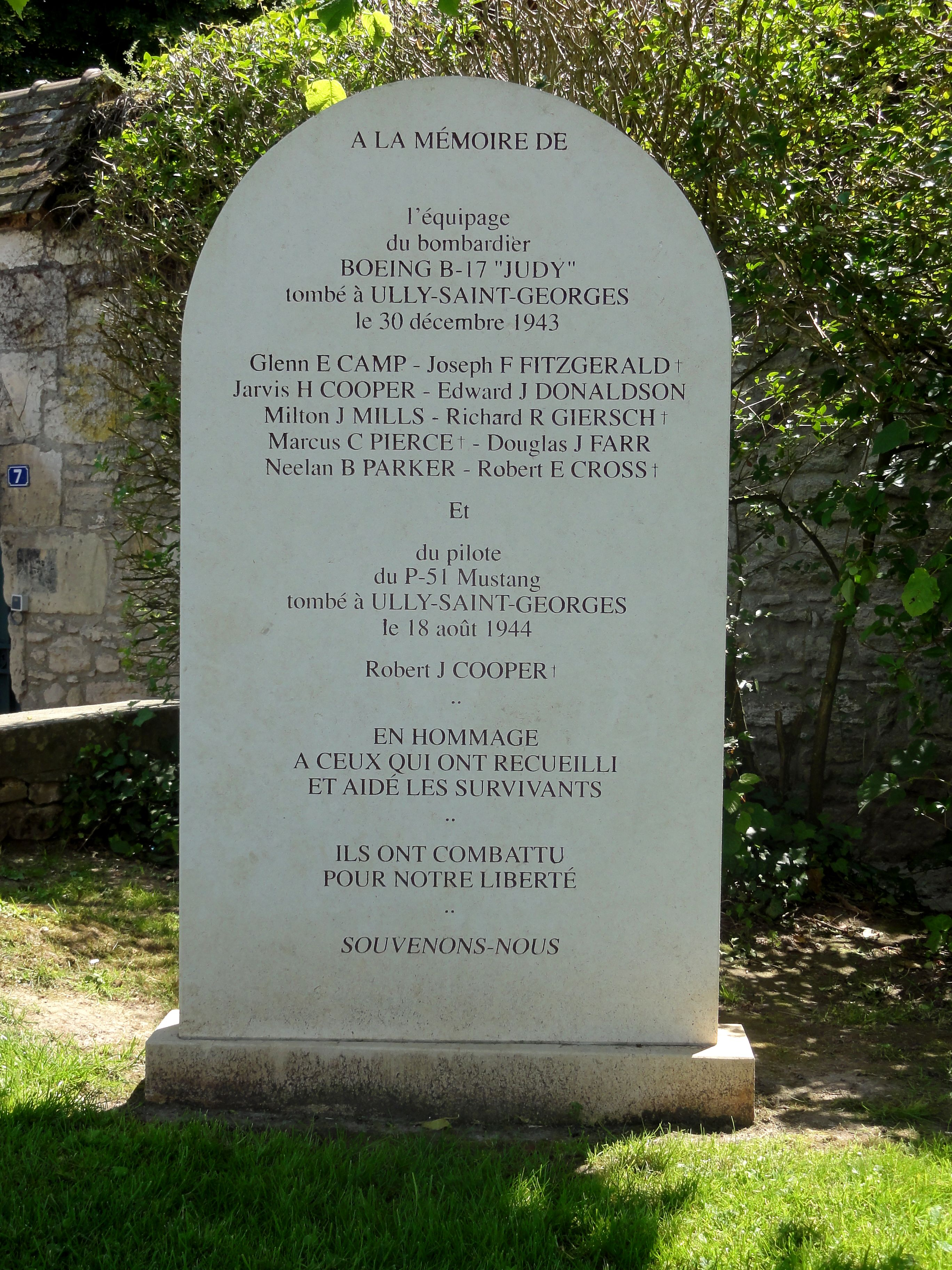
Stèle commémorative du crash de la Forteresse volante Judy.

### Personnalités liées à la commune
- Jean-Baptiste Lesbroussart (1747 et décédé à Bruxelles en 1818), érudit, historien et littérateur, né à Ully-Saint-Georges.

### Ully-Saint-Georges dans les arts et la culture
- En 1971, Michel Mardore y a tourné la totalité de son film Le Sauveur.

## Pour approfondir